# Castello di San Miguel
Il castello di San Miguel è stato costruito tra il 1575 e il 1577 per ordine di Filippo II, il suo scopo era di proteggere Garachico che allora era la capitale di Tenerife.
Le sue dimensioni ridotte sono in proporzione che proteggeva la città. La baia era piena di cui ingresso è sorvegliato da una eruzione vulcanica, che termina l'importanza della città e facendo forza inutile.
Per aumentare il numero di pezzi disponibili, si sa che ai piedi del castello vi era una piattaforma, eventualmente protetti da fortificazioni minori per l'artiglieria le riprese. Il perimetro della popolazione era anche castello murato oggi viene utilizzato per spettacoli di cavalieri e dame.